# 圣朱斯塔
圣朱斯塔（義大利語：Santa Giusta），是意大利奥里斯塔诺省的一个市镇。总面积69.17平方公里，人口4819人，人口密度69.7人/平方公里（2009年）。ISTAT代码为095047。